# Gare de Gelse
La gare de Gelse (en hongrois : Gelse vasútállomás) est une halte ferroviaire hongroise, située à Gelse.